# رومولو فيري
رومولو فيري (بالإيطالية: Romolo Ferri)‏ كان متسابق دراجات نارية إيطالي. نافس في سباقات بطولة العالم لفئة 250 سي سي ولفئة 125 سي سي ولفئة 50 سي سي. كما شارك في كأس جزيرة مان السياحية. بدأ المنافسة في بطولة العالم سنة 1951. أفضل موسم له كان موسم سنة 1956 عندما جاء في المركز الثاني في بطولة العالم لفئة 125 سي سي خلف كارلو أوبيالي.

## روابط خارجية
- رومولو فيري على موقع MotoGP.com (الإنجليزية)